# Wittenbeck
Wittenbeck est une commune de l'arrondissement de Rostock, au sein du Amt Bad Doberan-Land dont le siège est à Bad Doberan, Land de Mecklembourg-Poméranie-Occidentale.

## Géographie
Wittenbeck se situe sur la côte de la mer Baltique, près de Heiligendamm et des villes de Kühlungsborn et de Bad Doberan-Land.
Les quartiers de Wittenbeck sont Hinter Bollhagen et Klein Bollhagen.

### Hinter Bollhagen
Hinter Bollhagen est à l'est de la ville, à 2 km de la côte. S'y trouve l'usine de distribution de l'eau de Bad Doberan, Kühlungsborn et des communes proches.
Lors du sommet du G8 en 2007, Hinter Bollhagen était un point de contrôle.

## Blason
Le blason a été approuvé le 3 avril 1997 par le ministère de l'Intérieur et enregistré sous le n°124 de l'armorial du Land de Mecklembourg-Poméranie-Occidentale. Il est l'œuvre de Susanne Peters, de Rostock.
Divisé par la diagonale par une barre oblique vague argentée, au-dessus sur un fond bleu, il y a trois coquilles d'argent, et en dessous sur un fond vert, une branche d'argousier avec six feuilles d'argent et six fruits en or.

## Source, notes et références
- (de) Cet article est partiellement ou en totalité issu de l’article de Wikipédia en allemand intitulé « Wittenbeck » (voir la liste des auteurs).